# Mühlenfrieden
Der Mühlenfrieden oder Mühlfrieden stellte Mühlen im Mittelalter unter einen besonderen Rechtsschutz. Die genaue Bedeutung dieses Begriffes konnte aber variieren. Teilweise bedeutete er lediglich, dass Menschen, die auf der Flucht waren, in Mühlen vorübergehend Asyl finden und dort nicht angegriffen werden durften. Teilweise ging der Umfang des Mühlenfriedens dagegen deutlich darüber hinaus und umfasste harte Strafen für jede Zerstörung von Mühlen oder ihrer Einrichtung sowie den Diebstahl von Getreide oder Mehl aus der Mühle.
Der Bruch des Mühlfriedens wurde als eigener Straftatbestand gewertet, so dass die Strafe gegebenenfalls weit über das für die eigentliche Tat, etwa einen kleinen Diebstahl von Mehl, übliche Maß hinausgehen konnte. Der Sachsenspiegel, eines der ältesten Rechtsbücher des deutschen Mittelalters, sah beispielsweise als Strafe auf das Berauben einer Mühle den Tod durch Rädern vor. Die besondere Schutzwürdigkeit von Mühlen dürfte sich auch aus ihrer Bedeutung für die Lebensmittelversorgung der Bevölkerung ableiten.

## Rechtshistorischer Kontext
Die Anfänge des Rechtsschutzes von Mühlen gehen wohl bis auf das Frühmittelalter zurück, als Mühlen noch weitgehend im privaten Eigentum waren. Bis zum Hochmittelalter gerieten Mühlen zunehmend in den Einflussbereich des Landesherren: wirtschaftlich, weil die technisch komplexer werdenden Mühlen größere Investitionen erforderten, rechtlich unter anderem im Zusammenhang mit den landesherrlichen Rechten an Flüssen (Wasserregal), denn in vielen Regionen waren Mühlen vornehmlich Wassermühlen. So bestand schließlich mit dem Mühlregal ein landesherrlicher Rechtsanspruch im Zusammenhang mit der Errichtung und dem Betrieb von Mühlen.

## Schutzrechte in der Mühle
In einigen Fällen gewährte der Mühlenfrieden Flüchtigen einen sicheren Verbleib im Mühlengebäude, ähnlich wie Kirchen Verfolgten vorübergehend zum Kirchenasyl dienen konnten. Ein Lehnsbrief für die Stadt Friedeberg (heute Strzelce Krajeńskie) aus dem Jahr 1590 spezifiziert diese Bestimmung: Demnach dürfe auf einer Mühle Asyl suchen, wer aus Notwehr oder bei einem Unfall jemanden getötet habe, um der Verfolgung seiner Mitmenschen zu entgehen. Von dort müsse er unter sicherem Geleit einem Richter vorgeführt werden. Nach bisherigem Forschungsstand scheint dieser Mühlenfrieden über eine längere Zeit im Mittelalter existiert zu haben, aber nur in einem eng umgrenzten geographischen Raum vorzukommen (ganz besonders im Moselraum). Unklar ist, ob das lediglich darauf zurückzuführen ist, dass aus anderen Regionen weniger Rechtsquellen bekannt sind. Als Hintergrund für besagte Schutzregelungen wird vermutet, dass man verhindern wollte, dass die Mühle nicht durch Gewalthandlungen Schaden nehme.